# Нечкина, Милица Васильевна
Мили́ца Васи́льевна Не́чкина (12 [24] февраля 1899; Нежин, Черниговская губерния, Российская империя — 16 мая 1985; Москва, СССР) — советский историк. Профессор, академик АН СССР (1958) и АПН РСФСР (1947). Лауреат Сталинской премии второй степени (1948).

## Биография
Родилась 12 (24) февраля 1899 года в Нежине Черниговской губернии Российской империи в семье инженера-технолога.
В 1917 году окончила с золотой медалью гимназию, в 1921 году — Казанский университет, где была оставлена для подготовки к профессорскому званию. Занималась у М. Н. Покровского на историческом отделении Института красной профессуры в Москве.
С 1924 года преподавала на рабфаке МГУ, в Коммунистическом университете народов Востока. Научный сотрудник Института истории РАНИОН (1924—1929). С 1935 года была научным сотрудником Института истории. В 1936 году защитила на историческом факультете МГУ докторскую диссертацию «А. С. Грибоедов и декабристы». В 1941—1943 годах находилась в эвакуации в Ташкенте, была профессоорм Среднеазиатского университета.
Преподавала в Академии общественных наук, в 1946—1958 годах заведовала кафедрой истории СССР. Руководитель группы по изучению революционной ситуации в России 1859—1861 гг. (с 1959), председатель Научного совета «История исторической науки в СССР» (с 1961) при Отделении истории АН СССР, ответственный редактор томов II—V издания «Очерки истории исторической науки в СССР». В 1965 году ею был основан историографический ежегодник «История и историки».
Длительное время сотрудничала с издательством «Советская энциклопедия», участвуя в подготовке к изданию Малой Советской Энциклопедии, 1-го и 2-го издания Большой Советской Энциклопедии. Редактор раздела «Русская история» издания «Малая Советская Энциклопедия», осуществлённого в 1928—1931 годах Акционерным обществом «Советская Энциклопедия» при Коммунистической Академии ЦИК СССР. Редактор и редактор-консультант раздела «История СССР» при подготовке 1-го и 2-го издания Большой Советской Энциклопедии.
Являлась автором многих учебников по истории для средней и высшей школы. После смерти И. В. Сталина в рамках борьбы нового советского руководства против его культа личности М. В. Нечкиной постановлением Министерства высшего и среднего образования СССР было поручено стирание сносок и ссылок на слова и работы И. В. Сталина в учебниках истории СССР для вузов.
М. В. Нечкина подготовила к печати более 500 своих стихотворений, но, как она писала, «бросила мысль об их издании — они так и остались в рукописях».
Муж — химик, академик АПН СССР Д. А. Эпштейн (1898—1985), прожили в браке ровно 60 лет, детей в браке не было.
Умерла 16 мая 1985 года. Похоронена в Москве на Новодевичьем кладбище (участок № 4) рядом с мужем.

## Научная деятельность
М. В. Нечкина стояла у истоков советской исторической науки. Специализировалась на истории декабристов, революционных движений в России XIX века. Как исследователь жизни и творчества А. С. Грибоедова повлияла на развитие советской науки об авторе «Горя от ума».
М. В. Нечкина — автор модели перевёрнутого урока (урока-наоборот), которую необоснованно приписывают американским педагогам Джонатану Бергману и Аарону Сэмсу. Нечкина сформулировала свой принцип так: «… новое пусть черпают ученики из самостоятельного чтения учебной книги, соответственно составленной. Пусть продумывают его, затем пусть обсуждают с преподавателем в школе, совместно приходят к выводам» (Нечкина М. В. Повысить эффективность урока // Коммунист, 1984. № 2. С. 51).

### Основные работы
Книги
- «Русская история в освещении экономического материализма (историографический очерк)» (Казань, 1922);
- «Семинарий по декабризму» М., 1925 (в соавт. с Е. В. Сказиным);
- «Общество соединённых славян» (М.-Л., 1927);
- «История пролетариата СССР» (1930—1935);
- «Очерки истории пролетариата СССР» (1931);
- «А. С. Пушкин и декабристы» (М.-Л., 1938);
- «А. С. Грибоедов и декабристы» (М., 1947; 2-е изд. 1951; 3-е изд. 1977);
- «Восстание 14 декабря 1825 года» (1951; 3-е изд. 1985 под загл. «День 14 декабря 1985 года»);
- Очерки по истории движения декабристов (М., 1954; ред. совм. с Б. Е. Сыроечковским);
- «Движение декабристов» (тт. 1—2; М., 1955);
- «Василий Осипович Ключевский. История жизни и творчества» (М., 1974);
- «Декабристы» (М., 1975; 4-е изд. 1985; в сер. «Страницы истории нашей Родины»);
- «Встреча двух поколений» (М., 1980);
- «„О нас в истории страницы напишут…“ : из истории декабристов» (Иркутск, 1982);
- «Следственное дело А. С. Грибоедова» (1982);
- «Функции художественного образа в историческом процессе» (М., 1982);
- Декабристы. Биографический справочник / Под редакцией М. В. Нечкиной. — М.: Наука, 1988. — 448 с. — 50 000 экз. — ISBN 5-02-009485-4.
- «…И мучилась, и работала невероятно». Дневники М. В. Нечкиной. М., 2013.

Статьи
- Н. Г. Чернышевский в годы революционной ситуации // Исторические записки. 1941. № 10;
- Вольтер и русское общество // Вольтер. Статьи и материалы. М. — Л., 1948;
- Новые материалы о революционной ситуации в России (1859—1861 гг.) // «Литературное наследство», т. 61, 1953;
- Чернышевский в борьбе за сплочение сил русского демократического движения в годы революционной ситуации // Вопросы истории. 1953. № 7;
- О периодизации истории советской исторической науки // История СССР. 1960. № 1;
- Конспиративная тема в «Былом и думах» А. И. Герцена // Революционная ситуация в России в 1859—1961 гг. М.. 1963;
- История истории // История и историки. М., 1965;
- Декабристы и проблемы трёх революций // История СССР. 1976. № 2;
- Вопрос о М. Н. Покровском в постановлениях партии и правительства 1934—1938 гг. о преподавании истории и исторической науке (к источниковедческой стороне темы) // Исторические записки. Т. 118. М., 1990.

## Награды и премии
- три ордена Ленина (19.9.1953; 24.2.1971; 24.2.1981)
- орден Трудового Красного Знамени (10.6.1945)
- орден Дружбы народов (17.9.1975)
- медаль «За доблестный труд в Великой Отечественной войне 1941-1945 гг.» (1946)
- медаль «В память 800-летия Москвы» (1948)
- Сталинская премия II степени по литературе (1948) — за книгу «Грибоедов и декабристы» (1947)[18]
- премия СНК СССР (1938)